# رزوو شلاختسکیه
رزوو شلاختسکیه (به لهستانی:  Rydzewo Szlacheckie) یک روستا در لهستان است که در گمینا راجووو واقع شده‌است.